# بيرسي شاو
بيرسي شاو (بالإنجليزية: Percy Shaw)‏، ر.إ.ب (15 أبريل 1890 – 1 سبتمبر 1976) هو مخترع ورجل أعمال إنجليزيّ. حاز على براءة اختراع لبروز الطريق العاكِس أو ما يُدعى بِـ«عين القطّ» في 1934، وأسَّس شركة لتصنيع اختراعه في 1935.

صورة ملصق وبيان مصوّر سابق.

## سيرته
بيرسي شاو هو مخترع الاختراع المشهور عالميًّا، عين القطّ، وقد ولد في هاليفاكس في القسم الإداري الغربي من يوركشير، رابع الأبناء وثاني ابن لجيمس شاو (بالإنجليزية: James Shaw)‏ وهو عامل صِباغة عَمِلَ في طاحونة محليّة مع زوجته الثانية إستر هانّا موريل (بالإنجليزية: Esther Hannah Morrell)‏. لأبيه سبعة أولاد من زوجته الأولى واسمها جين بريرلي (بالإنجليزية: Jane Brearley)‏، توفيت في 1883. وفي 1892، انتقل والداه مع عائلتهم الكبيرة إلى بوثتاون في هاليفاكس، حيث عاش بيرسي لبقيّة حياته.
تلقّى تعليمه في مدرسة بوثتاون العامّة، وبدأ عمله كعامل في طاحونة شراعيّة في عمر 13 سنة. وأصبح ممتهنًا لسحب الأسلاك(1) (طالع قسم سحب الأسلاك لقليل من التفصيل)، لكن انخفاض الأجر دفعه للعمل في العديد من الأعمال الّتي لا تتطلّب مهارة في الأعمال الهندسيَّة المحليَّة. ولذلك شارك والده في عملٍ جديد بإصلاح أدوات الآلات الصغيرة المستخدمة في إنتاج الذخيرة خلال الحرب العالمية الأولى. وبعد وفاة والده في 1929، بدأ عمله الصغير الخاص به كمتعهد للطرق، مُصلحًا الطرق حتّى وفاته في السبعينيَّات. وتلقّى رتبة ضابط الإمبراطورية البريطانية في 1965.

## اختراعه

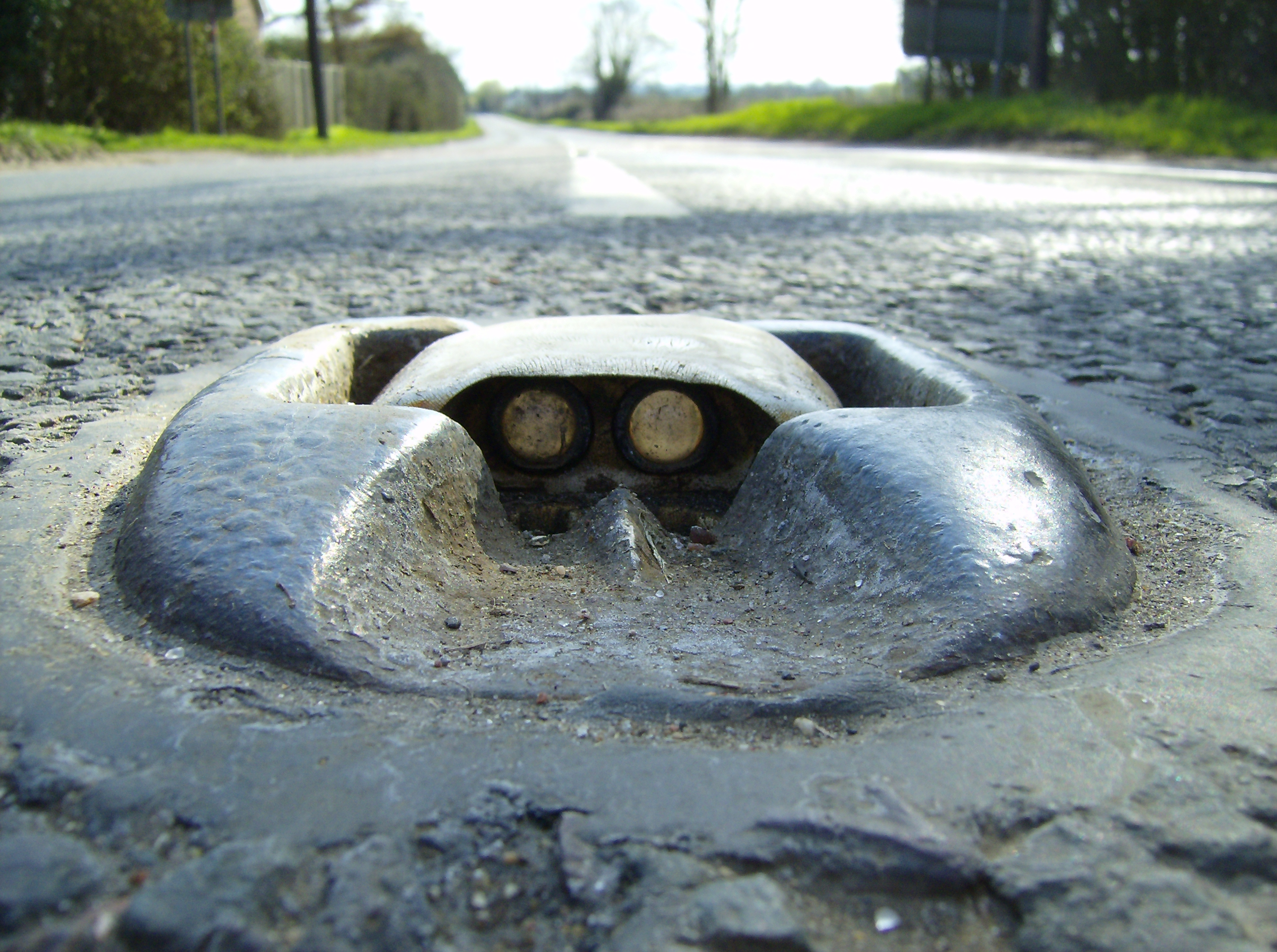
الكرات العاكسة تظهر موضوعةً داخل عين القطّ في المملكة المتحدة.

لقد كان بيرسي مُخترعًا، حتّى في صغره، لكن كان عين القط من أشهر اختراعاته من أجل إضاءة الطرق في الظلام. وهناك عدّة روايات حول كيفيّة وصوله للفكرة، أشهرها تحكي عن قيادته على الطريق الصعب (طريق كوينزبُري، جزء من الطريق A647 ذي انحدار خفيف في جانب واحد) من منزل الدولفين العُموميّ في مرتفعات كلايتن إلى منزله في هاليفاكس، وفجأة رأى قطًّا على سياج حافّة الطريق ينظر إلى سيّارته عاكِسًا ضوء سيارته الأماميّ إليه، ممّا دفع بيرسي ليأخذ ردّة فعل ويبقي نفسه على الطريق. في مقابلةٍ مع ألان ويكر (بالإنجليزية: Alan Whicker)‏، قال روايةً مختلفة بأنّه استلهم فكرته في ليلة مُضَبَّبَة مُفكِّرًا في طريقة لتحريك البُروزات العاكسة من علامات الطريق ليضعها على سطح الطريق. وعلاوةً على ذلك، قيل لتلاميذ مدرسةٍ محليّة أُخِذوا لزيارة المصنع في أواخر السبعينيَّات أنّ الفكرة أتت من رؤية بيرسي لانعكاس إضاءة المصابيح الأماميَّة لسيّارته عن مسارات الـترام على الطريق في ليلة مضبّبة. وقد ساهَم مرور الترام بصقل وتلميع مَساراته مُؤدّيًا لحدوث انعكاس للضوء عند مرور الترام من على المَسارات، وبذلك كان من الممكن إبقاء الترام على طريقه الصحيح.
في 1934، سجّل براءة اختراعه (بالرقمين 436,290 و457,536) اعتمادًا على براءة اختراع العَدسات العاكسة لريتشارد هولينز موري (بالإنجليزية: Richard Hollins Murray)‏. بعدها بعام، أُنشِأت شركة بروزات الطريق العاكسة المحدودة (بالإنجليزية: Reflecting Roadstuds Ltd)‏ لصناعة الأجهزة، ومركزها قرب بوثتاون. كانت المبيعات قليلة في البداية، لكن موافقة وزارة النقل والتغشية (بالإنجليزية: Blackout)‏ في الحرب العالمية الثانية أعطت دفعة قويّة للإنتاج ورسخت الشركة، فباعت أكثر من مليون جهاز في السنة وصُدِّرَت لكافّة أنحاء العالَم. وفي براءة اختراع أُخرى، أُضيفت خَزّان ماء المطر إلى القاعدة المَطّاطيّة؛ والّتي تُستَخدم لغسل «العيون» الزُجاجيّة عند مُرور السَيّارة فوق البُروز. كان اختراع «عين القطّ» سبب نجاحه وبفضله كُرِّمَ برتبة الإمبراطورية البريطانية لخدماته ووضع اسمه ضمن قائمة مواليد الشرف (بالإنجليزية: birthday honours list)‏ في 1965.
أصبح غريب الأطوار في آخر حياته؛ فقد أزال السجاد والكثير من أثاث منزله، وأبقى أربعة تِلفزيونات تعمل (كل منها يعرض واحدة من هذه القنوات: BBC1 وBBC2 وITV، وكَتَمَ صوتها!) والتلفاز الرّابع يعرض BBC2 بالألوان. من رفاهيّاته سيّارة رولز رويس بلانتوم. وعلاوةً على ذلك، لم يتزوّج أبدًا ومات بسبب السرطان ومرضٍ قلبيٍّ في عِزبة بوثتاون في هاليفاكس، حيث عاش فيه لمدّة سنتين. على الرغم من الإشاعات حول ثروته الشخصيّة، أُثبِتَت ممتلكاته الشخصيّة في ديسمبر/كانون الأول لعام 1976 لتكون بقيمة 193,500£. وكان لاأدريًّا، لكن أُقيمت جنازته في كنيسة بوثتاون الميثوديّة، وأُحرقت جثّته في إيلاند.
في 2005، اختير كواحد من الخمسين شَخصًا العُظماء ليوركشير في كتاب برنار إنغام (بالإنجليزية: Bernard Ingham)‏.

## هوامِش
1. لكلمة wire drawing عدّة معانٍ:
- سحب الأسلاك. (القاموس التقنيّ لموقع المعاني.)
- ضيِيق خانِق: تضيِيق ناتج عن مُقاوَمَة فتحة الصِّمام لانسياب المائع مِن خِلالها لتخفيض الضَّغْط. (قاموس عسكر. نسخة محفوظة 18 فبراير 2019 على موقع واي باك مشين.)

لمزيد من المعلومات طالع قسم سحب الأسلاك.

## روابط خارجيّة
- Halifax Today article on Percy Shaw
- Catseye Patent GB457536 (Improvements relating to blocks for road surface marking) نسخة محفوظة 20 سبتمبر 2008 على موقع واي باك مشين.
- Design Museum
- نبذه بسيطة عن مخترع عيون القطط في الطرق، منتدى حراج، السيارات.